# 成吉思汗镇
成吉思汗镇，是中华人民共和国内蒙古自治区呼伦贝尔市扎兰屯市的一个镇。

## 简介
该镇以蒙古族英雄成吉思汗的汗号命名。史建于1691年（康熙30年），现为中国西部和东北部之间的交汇地带。辖区面积1040平方公里，总人口6.25万人。滨洲铁路、扎碾公路、111国道经过该镇。

## 行政区划
成吉思汗镇下辖以下地区：
益民社区、友谊社区、永平社区、西德胜村、灯塔村、繁荣村、新民村、红光村、大甸子村、红升村、和平村、立新村、东德胜村、新站村、古里金村、朝阳岗村、石桥村、大旗村、光明村、长青村、建设村、奋斗村、河口村、马家村和五一村。